# Parc Nacional de Souss-Massa
El Parque nacional de Souss-Massa (àrab: متنزه سوس ماسة الوطني, Mutanazzah Sūs Māsa al-waṭanī; amazic estàndard marroquí: ⴰⴼⵔⴰⴳ ⵙⵓⵙⵙ-ⵎⴰⵙⵙⴰ, Afrag Suss-Massa) és un espai protegit en el sud-oest del Marroc, a la regió de Souss-Massa. Ocupa una franja costanera al sud de la ciutat d'Agadir, Marroc.

## Reglamentació
El Parc nacional de Souss-Massa es va crear el 8 d'agost de 1991. En 1998 és dotat d'un text regulador per la seva gestió.

## Geografia i geologia
El Parc nacional ocupa una estreta franja amb una superfície de 33.800 ha de costa atlàntica, entre Agadir al nord i Aglou a la província de Tiznit al sud. El seu territori es reparteix entre les prefectures d'Agadir Ida-Outanane i d'Inezgane-Aït Melloul i les províncies de Chtouka-Aït Baha i de Tiznit.
Constitueix la zona més baixa de la vall del Souss, una gran conca triangular que s'estén entre l'Alt Atles, l'Anti-Atles i l'oceà Atlàntic. La superfície de l'àrea és ondada i els rius Souss i Massa formen, en aquest tram baix, valls poc profundes que desemboquen en una costa relativament recta.
El terreny és en la seva major part d'origen sedimentari, quaternari, amb dunes vives o fixes i arenisca i dipòsits al·luvials amb afloraments de crostes calcàries en diversos punts del Parc.
A causa dels embassaments aigües amunt, el cabal és, en general, reduït per a tots dos rius, la qual cosa fa que l'aportació de sorres del mar sigui superior a la capacitat dels rius per buidar la desembocadura, per la qual raó hi ha una tendència a la formació de barres litorals, que en el cas del riu Massa formen una llacuna incomunicada. En casos de fortes pluges, a més de la lògica crescuda es produeix la necessitat d'alleujar els embassaments i la barra litoral es trenca, com va passar en 1996 i 2010.
La costa és bàsicament penya-segada, si bé hi ha platges principalment al nord, entre les desembocadures d'ambdós rius. En aquestes zones existeixen cordons de dunes litorals, a vegades fixats artificialment mitjançant plantacions vegetals.

## Clima

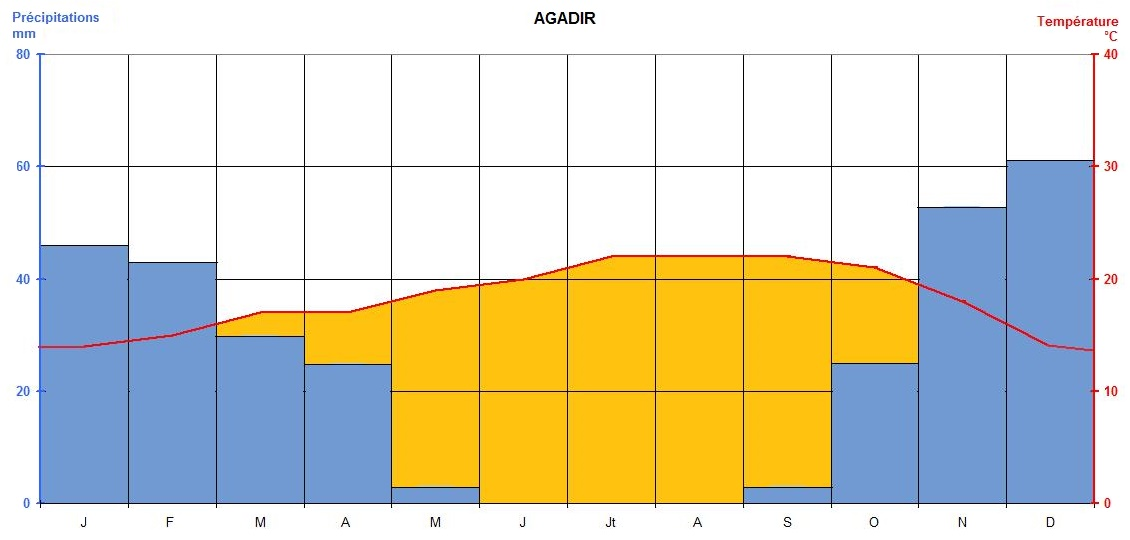
Climograma d'Agadir.

El clima a la regió està dominat per la proximitat de l'oceà i el corrent fred de Canàries que suavitza els contrastos de temperatures i pels vents dominants: d'una banda els vents alisis que bufen de des del nord-oest, i per un altre el chergui (àrab: šarqīa شرقية, oriental, que constitueix la calima a Canàries) o xaloc que bufa de forma esporàdica.
El vent continu i la latitud reduïda fan que l'evapotranspiració sigui elevada, per la qual cosa es tracta d'una zona de dèficit hídric.
A Agadir, les precipitacions tenen una mitjana de 250 mm anuals, amb les pluges concentrades entre novembre i març. La insolació aconsegueix els 340 dies a l'any, però les boires són freqüents.
L'amplitud tèrmica és escassa a causa de la influència oceànica, i les temperatures mitjanes són de 14-16 °C al gener i 19-22 °C al juliol. Durant els episodis de vent de l'est, les temperatures superen els 40 °C amb un rècord de 51,7 °C.
Des del punt de vista bioclimàtic, l'àrea es troba en el inframediterrani semiàrid.
| Mes               | E    | F    | M    | A    | M    | J    | Jl   | A    | S    | O    | N    | D    | Total |
| T.ª mín.(°C)      | 8,6  | 10,4 | 11,7 | 12,6 | 14,4 | 16,7 | 18,3 | 18,7 | 18,4 | 16   | 13,3 | 9,7  | 14    |
| T.ª máx.(°C)      | 20,2 | 21,1 | 22,4 | 22,1 | 22,7 | 23,9 | 25,4 | 25,8 | 26,7 | 25,3 | 23,6 | 21,3 | 23,2  |
| Precipitació (mm) | 36   | 38   | 33   | 23   | 3    | 0    | 0    | 0    | 1    | 24   | 32   | 38   | 228   |

## Biodiversitat
La biodiversitat de la regió de Souss-Massa és particularment interessant per la combinació d'espècies paleàrtiques i afrotropicals, però també per una component endèmica molt interessant.
En particular és interessant que nombrosos endemismes macaronèsics expliquen també amb representants en aquesta regió. Així, el gènere de curculiónids Laparocerus només presenta una espècie fora de la Macaronèsia i és precisament en aquesta zona. Una cosa semblant ocorre amb el gènere Aeonium, amb la Traganum moquinii, Pulicaria burchardii i així fins a un total de 28 endemismes comuns entre Canàries i la costa més propera i fins i tot amb algunes comunitats vegetals. Tota la regió constitueix el que s'ha anomenat enclavament macaronèsic africà.

### Flora i vegetació

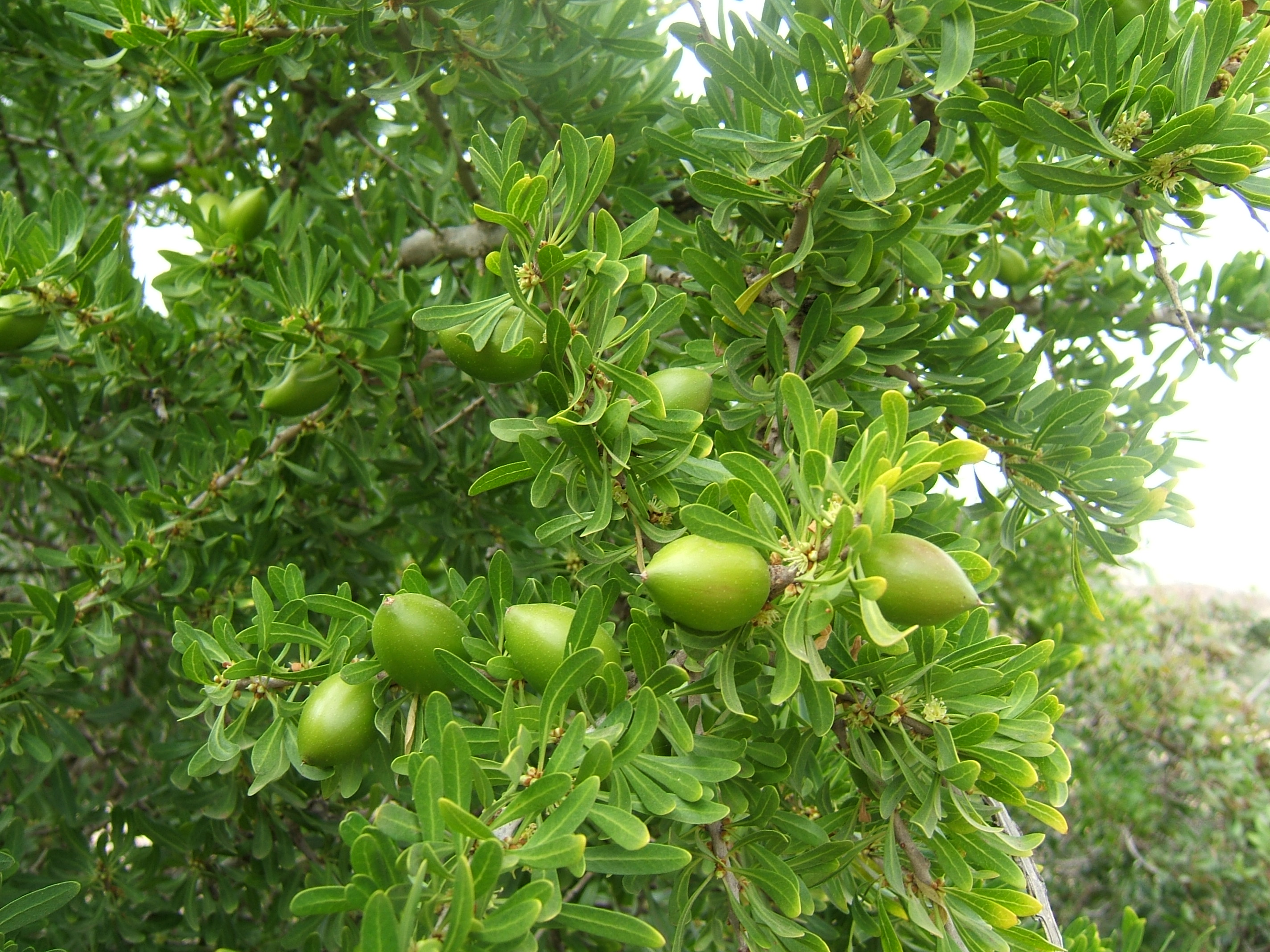
L'argan (Argania spinosa), arbre emblemàtic del Parc

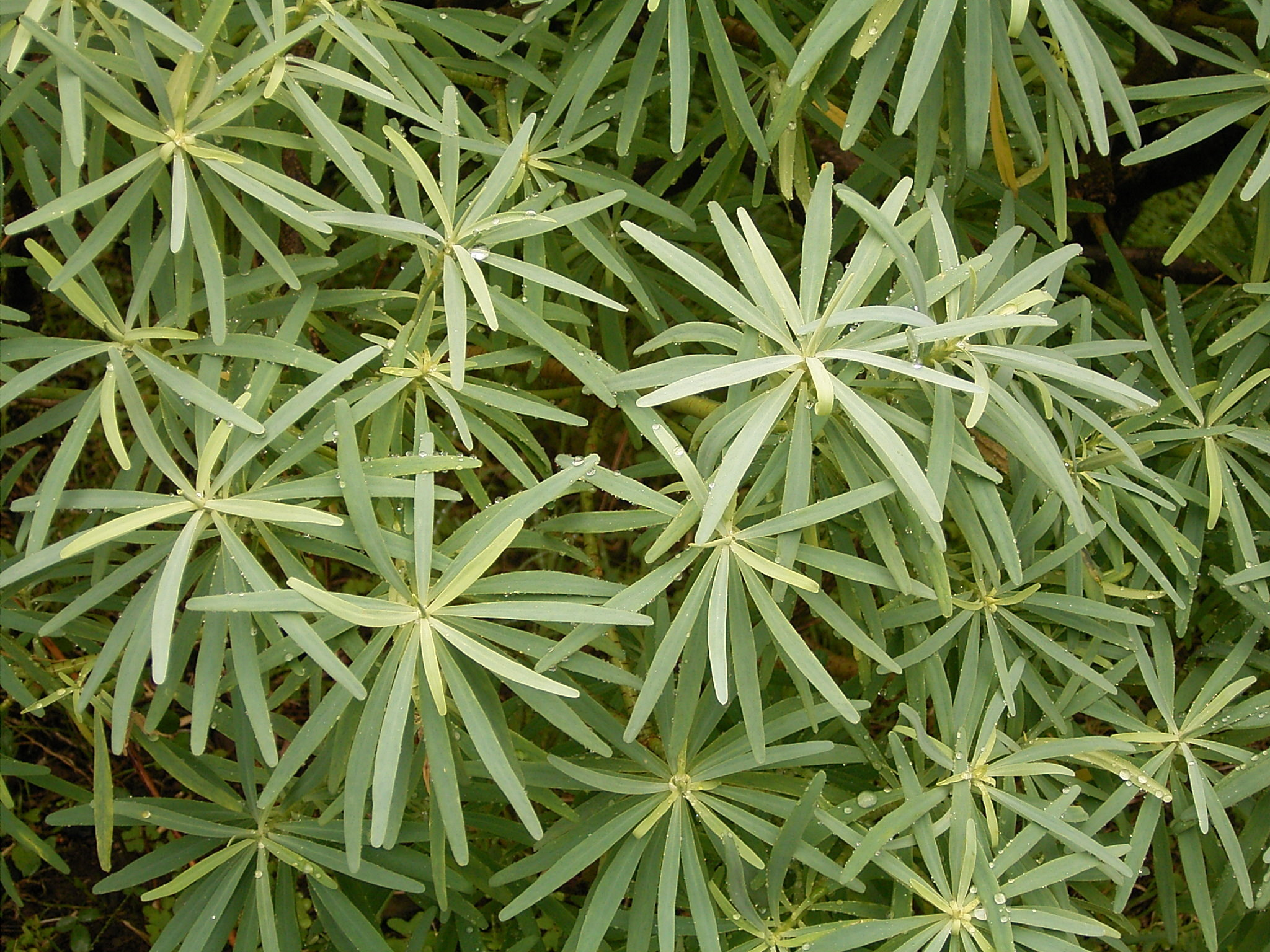
Euphorbia regis-jubae

L'àrea en la que es troba el Parc nacional forma part de dos ecoregions: bosc sec mediterrani i matoll suculent d'acàcies i argània (PA1212) i estepes i boscos nord-saharians (PA1321). La fitosociologia d'aquestes formacions va ser descrita en una monografia per Salvador Rivas Goday i Esteve Chueca.
La vegetació en la major part del parc és esteparia, amb espècies d'escàs port com Ononis natrix i Helianthemum confertum, però també hi ha àrees amb Ginesta monosperma. En algunes àrees sorrenques les dunes han estat fixades mitjançant plantacions poc denses de Eucaliptus i espècies introduïdes de Acàcia. En algunes zones existeixen cultius de ordi amb una escassa productivitat.
En les dunes costaneres es troben comunitats psamófilas (pròpies de sòls sorrencs) amb espècies com Euphorbia paralias o Polygonum maritimum. En elles apareix també Traganum moquinii. Allí on el substrat és més rocós, apareix l' Argania spinosa i diverses espècies d'euforbia arborescents (Euphorbia regis-jubae) i cactiformes (Euphorbia echinus) al costat de Kleinia anteuphorbium que constitueixen, en el seu conjunt, un paisatge espectacular, anàleg als tabaibals i cardonals canaris. En les desembocadures dels rius Souss i Massa existeixen comunitats halòfiles amb Suaeda i Juncus i, en la d'aquest últim, cultius de regadiu, notablement alfals. Existeix un estudi sobre líquens arenícoles i calcícoles al Marroc que inclou informació sobre algunes localitats incloses al Parc nacional.

### Fauna

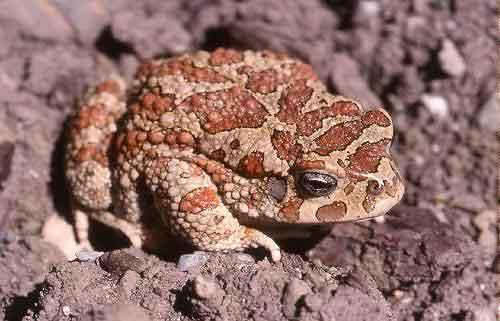
Gripau maurità (Bufo mauritanicus).

- Amfibis i rèptils: L'herpetofauna és bastant diversa i es barregen espècies mediterrànies amb espècies tropicals, existint així mateix una important component endèmica, notablement a partir de taxons paleàrtics.[11][12] Els amfibis estan limitats a les zones humides i no presenten una gran diversitat, la qual cosa és habitual en zones semiàrides. El gripau maurità (Bufo mauritanicus), el gripau verd (Bufo viridis) o la granoteta de Sant Antoni (Hyla meridionalis) són espècies corrents. Com arreu del Marroc, la tortuga mora (Testudo graeca) és relativament freqüent i en aquesta regió correspon a la subespècie T.graeca soussensis. El substrat sorrenc afavoreix la presència de scincidae, entre els quals es troben Eumeces algeriensis, Chalcides mionecton, Chalcides polylepis, Chalcides ocellatus i Sphenops sphenopsiformis. També apareixen el camaleó (Chamaeleo chamaeleon), el llangardaix de cua espinosa (Uromastyx acanthinura) i l'àgama Agama bibronii així com diverses salamanqueses com Geckonia chazaliae, el geco magrebí (Saurodactylus mauritanicus), la salamanquesa comuna (Tarentola mauritanica) i amfisbenis com Blanus mettetali i l'escurçó maurità (Trogonophis wiegmanni). Entre l'herpetofauna del parc hi ha diversos ofidis, particularment Psammophis schokari que és un element de la fauna tropical i que, igual que l'escurçó bufador (Bitis arietans), poden considerar-se relictíctiques. Altres espècies d'ofidis es troben àmpliament distribuïdes en la conca mediterrània, com la colobra bastarda (Malpolon monspessulanus) o la de cogulla (Macroprotodon brevis).

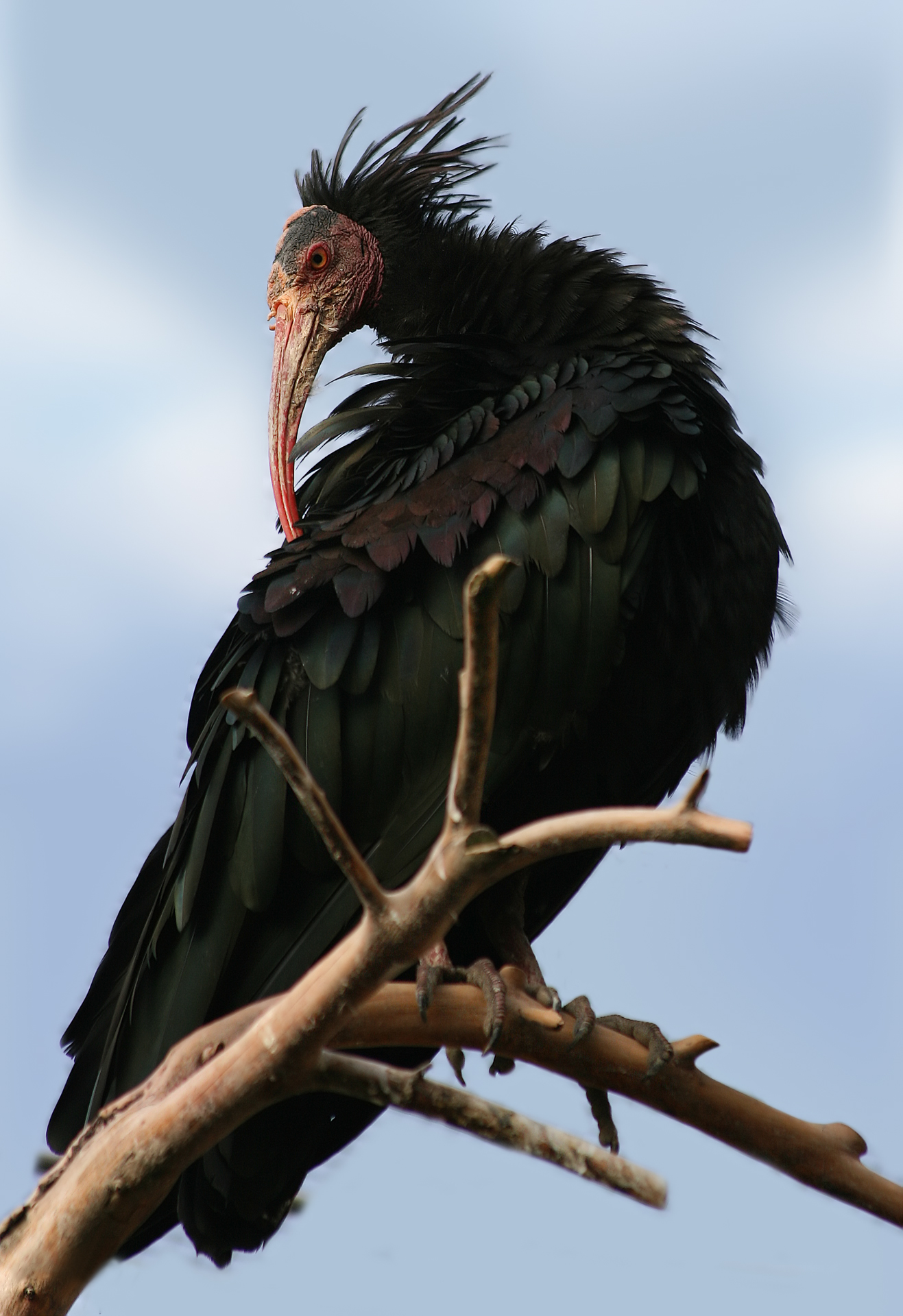
Ibis eremita (Geronticus eremita)

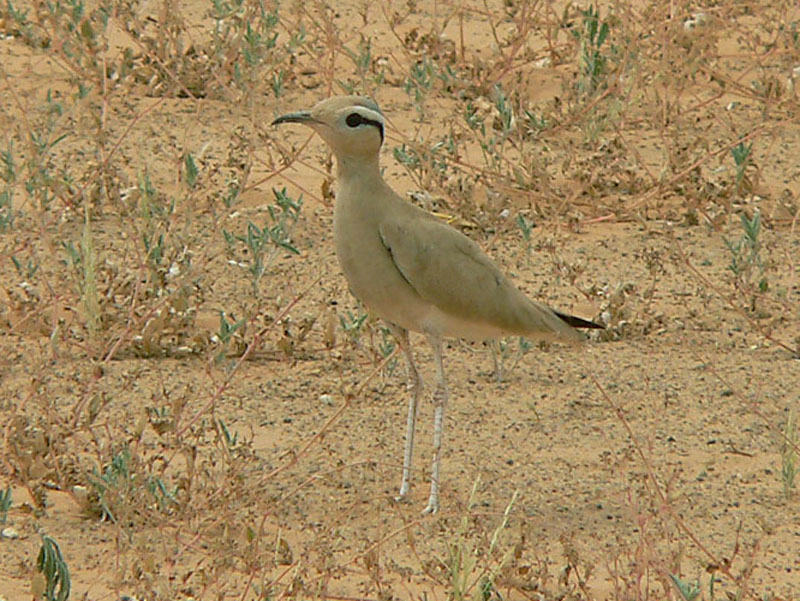
Corredor saharià (Cursorius cursor)

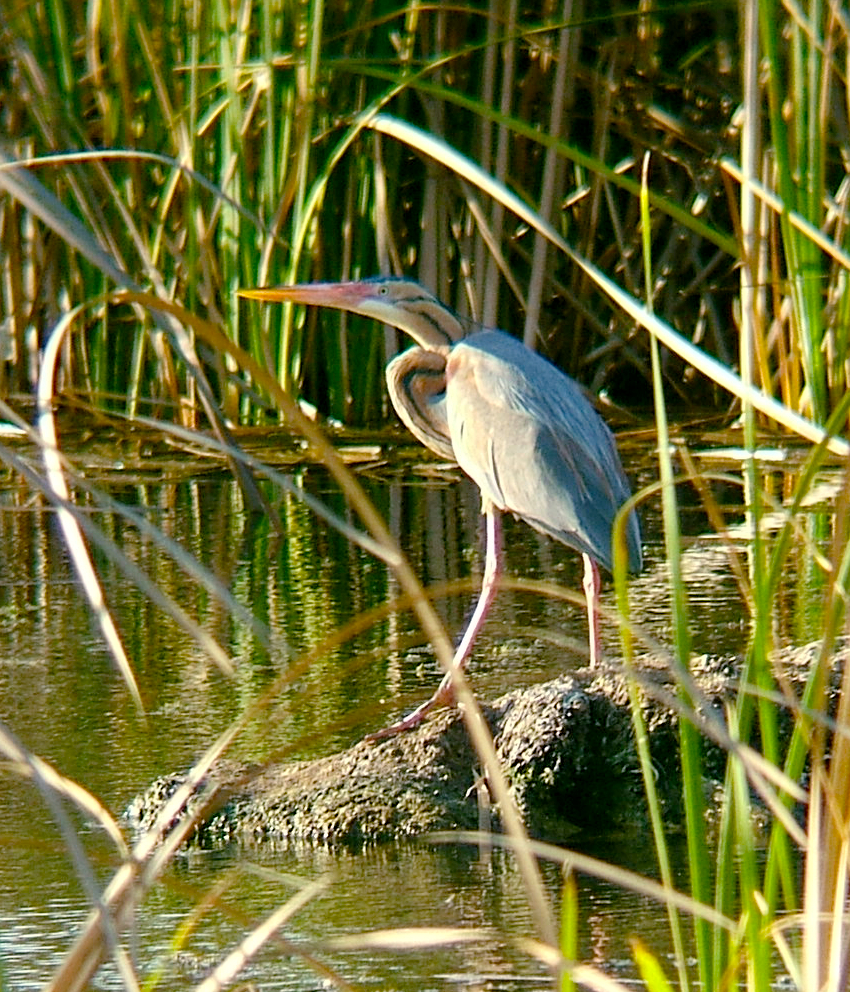
Garsa imperial (Ardea purpurea) al riu Massa

- Aus: Quant a les aus, al Parc nacional es troba l'última població viable d'ibis eremita (Geronticus eremita), espècie críticament amenaçada.[13] Aquesta constitueix el seu principal valor i emblema del parc.[14][15] Es distribueix per diverses subcolònies de petita grandària, la major part d'elles a l'interior del parc, en penya-segats costaners. Són molt sensibles a les molèsties a les zones de nidificació. Fora de l'època de reproducció, pràcticament tots els individus de la regió reposen en un sol dormidor de grans dimensions.[14][15] El seguiment per satèl·lit de dos individus ha demostrat l'extremada importància d'aquesta àrea protegida per a aquesta espècie.[16]

No obstant això, moltes altres espècies habiten en les estepes i matolls semiàrids, com el torlit (Burhinus oedicnemus), corredor saharià (Cursorius cursor) i alguns exemplars d'hubara (Chlamydotis undulata). Els hàbitats esteparis del parc són aptes per a una gran varietat d'alàudids, entre les quals destaca en particular l'alosa de bec gros (Rhamphocoris clotbey).
També són freqüents espècies lligades a matolls com la xacra (Tchagra senegala), la cotxa diademada (Phoenicurus moussieri), el cuaenlairat (Cercotrichas galactotes), la subespècie endèmica d'urraca (Pica pica mauretanica) o el bulbul barbat (Pycnonotus barbatus). El siboc (Caprimulgus ruficollis) es troba aquí en una de les seves localitats de cria més meridionals. El francolí (Francolinus bicalcaratus) i el pioc salvatge àrab (Ardeotis arabs) també han estat citades fa unes dècades però no recentment.
En els seus penya-segats nidifica també el corb marí emplomallat (Phalacrocorax aristotelis), la subespècie marroquina del corb marí gros (Phalacrocorax carbo), el falcó borní (Falco biarmicus), el falcó pelegrí (Falco peregrinus) i el falcó berber (Falco pelegrinoides), etc. També s'ha citat l'oreneta de ribera africana (Riparia paludicola), espècie endèmica, com a nidificant en els penya-segats.
A més, constitueix una àrea d'hivernada o de pas migratori per a multitud d'espècies d'aus: àguila pescadora (Pandion haliaetus), diverses rapaces migratòries com diverses espècies d'aguiló o el falcó abeller (Pernis apivorus), etc.
Al parc es troben les desembocadures de dos rius que li donen nom: L'Oued Souss i l'Oued Massa en les quals es concentren gran quantitat d'espècies hivernants: flamenc rosat (Phoenicopterus roseus), capó reial (Plegadis falcinellus), el becplaner (Platalea leucorodia), gran varietat d'anàtids, grulla comuna (Grus grus), Caradriformes, gavina d'Audouin (Larus audouinii), etc. És l'única localitat coneguda de nidificació del moret al Marroc i també nien el xarxet marbrenc (Marmaronetta angustirostris), espècie vulnerable i la garsa imperial (Ardea purpurea).
L'avifauna hivernant i nidificant a les desembocadures, particularment a la del Massa, depenen en gran manera del grau de comunicació de l'estuari amb el mar, ja que aquest canvia les condicions hidrològiques i de salinitat de les aigües, i, per tant, les qualitats tròfiques dels llocs.
En les desembocadures d'aquests dos rius s'han pogut observar que gran part de les aus anellades procedeixen de zones humides ibèriques, com són Doñana, la llacuna de Fuente de Piedra, del Sud de França, com de la Camarga o del Nord d'Europa (Països Baixos, en el cas de les espàtules).
- Mamífers: Entre els mamífers, hi ha espècies natives de carnívors com la mangosta (Herpestes ichneumon), el gat silvestre africà (Felis silvestris lybica) o la guineu (Vulpes vulpes). El ratel (Mellivora capensis) ha estat citat[5] i deu ser ocasional. Són freqüents diversos rosegadors, destaquen entre ells Atlantoxerus getulus, Gerbillus hoogstraali o Lemniscomys barbarus. Petrosaltator rozeti és l'únic representant dels macroscelideus al nord d'Àfrica.[5] El senglar (Sus scrofa) és abundant, particularment en els voltants de la desembocadura del Massa. L'esquiva gasela imperial (Gazella dorcas) ha estat reintroduïda. Altres ungulats han estat introduïts dins de programes de conservació.

- Peixos: No existeixen estudis específics sobre els peixos continentals, però algunes espècies com les llises abunden a les aigües salobres dels estuaris.

- Invertebrats: Altres grups són menys coneguts. Els escorpins són un grup bastant divers, amb Androctonus mauretanicus, Buthus occitanus, Scorpio maurus.[18] La regió sofreix periòdicament invasions de la llagosta viatgera (Schistocerca gregaria)[19]

Els percebes i, particularment, els musclos són abundants en els penya-segats. Gasteròpodes com Thais spp. o Murex spp. són freqüents a les costes.

### Conservació

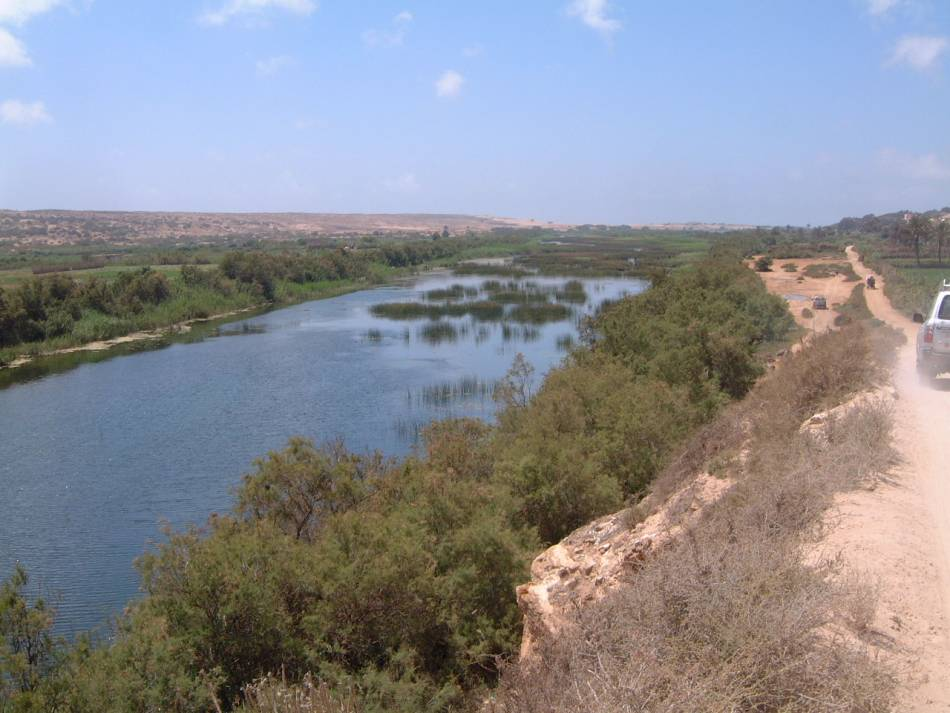
La desembocadura del Massa forma part del conveni de Ramsar

El Parc nacional de Souss Massa figura en diverses llistes que reconeixen el seu valor per a la conservació.
Els dos estuaris es troben inclosos en la llista de llocs Ramsar. L'àrea del parc nacional ha estat inclosa per BirdLife International a la xarxa d'Àrees importants per a la conservació de les aus (IBA) MA038. Està situat en la primera reserva de la biosfera declarada al Marroc, la Reserva de la Biosfera Arganeraie.
En els anys 1980s es va identificar l'àrea que hauria d'ocupar el parc nacional gràcies a un projecte de la Unió Internacional per a la Conservació de la Natura (UICN) i WWF, amb el suport de les autoritats i científics marroquins. La reserva de l'estuari del Massa va ser la primera zona a ser declarada protegida, concretament com a reserva biològica. Dins del Parc nacional es troben una sèrie de reserves que són propietat estatal i entre les quals destaquen la de Rokein i la d'Arrouais.
Probablement l'esforç de conservació més important que es duu a terme al Parc nacional de Souss-Massa és el projecte de conservació del Ibis eremita. Des dels anys 1990s, l'administració del Parc nacional coopera amb BirdLife International i diversos socis (AECID, Fundació Príncep Albert II de Mònaco, Fundació Territori i Paisatge, entre altres) en la conservació de l'espècie, principalment a través de la vigilància per part d'un grup de guardes especialment formats i gràcies a la cooperació amb la població que beneficia de projectes de desenvolupament sostenible. Gràcies a això, la població incrementa a poc a poc els seus efectius, particularment a partir d'una mortalitat de 40 individus adults esdevinguda al maig de 1996, per raons desconegudes, però possiblement per malaltia vírica, intoxicació o botulisme. El seguiment dels individus ha permès identificar a l'estepa i els guarets de dos anys com els hàbitats clau d'alimentació.
A més, és molt notable la població d'addax (Addax nasomaculatus), d'òrix blanc (Oryx dammah) i de gasela dama (Gazella dama) que es troben a les reserves de Rokein i Arrouais dins d'un projecte internacional de conservació de la fauna sahariana amenaçada. La importància internacional d'aquest projecte es veu reflectit en l'organització, en 2003, del segon seminari internacional per a la conservació dels antílops sahelo-saharians. En un cas semblant es troba una població reintroduïda d'estruç de coll vermell (Struthio camelus camelus) i les gaseles imperials que també han estat objecte d'una reintroducció. La traslocació d'exemplars d'aquestes espècies a reserves a la vora del Sàhara ja s'ha realitzat en alguna ocasió, com en la reserva de Msissi, a la província d'Errachidia.
En un altre ordre de coses, la construcció d'una estació depuradora d'aigües per a l'aglomeració urbana d'Agadir i Inezganne va reduir l'aportació de matèria orgànica al riu Souss amb un consegüent canvi en les poblacions d'invertebrats intermareals.
Un dels problemes de conservació del parc és la construcció il·legal d'habitatges i segones residències en els penya-segats. En principi es tractava d'habitatges tradicionals i estacionals, utilitzades pels pescadors durant curtes temporades, però recentment s'ha convertit en un fenomen d'invasió del domini públic marítimo-terrestre que destrueix, a més, l'hàbitat de reproducció i repòs de diverses espècies, molt notablement el ibis eremita. La pressió de desenvolupament urbanístic podria ser, també, la causa de destrucció d'àrees d'alimentació d'aquesta espècie si no es tenen en consideració els criteris de conservació que haurien de predominar en un Parc nacional.
Pel que fa a cooperació internacional i intercanvis, el Parc nacional de Souss-Massa ha rebut suports tècnics del Parc nacional del Teide (Tenerife).

## Història
L'àrea es troba poblada des d'antic, la qual cosa es testifica per l'abundància de cloissers a la costa i nombroses evidències en la superfície que daten de fa 20.000 anys. Va poder tenir certa importància com a centre econòmic durant l'antiguitat i és possible que el poble de Massa tingués origen en un establiment fenici denominat Mélita fundat per Hannó el Navegant en el seu periple.
Més tard, entra en la història de l'islam quan el conqueridor Uqba ibn Nafi arriba a les seves costes i estableix el límit occidental de la seva expansió al nord d'Àfrica.
En el límit meridional del Parc nacional es troba Aglou, on la seva madrassa de l'Ouaggaguia es consolidaria la dinastia almoràvit. Al llarg de la seva història tot el Souss formava part del Tazeroualt que es va tenir períodes d'independència sota una dinastia de morabits, particularment entre els segles xvi i XIX fins que, en 1882, el sultà Mulei Hassan I el va sotmetre i va fundar la ciutat de Tiznit per controlar la regió. w Agadir es va produir l'establiment d'un lloc portuguès en 1519 que seria conquistat en 1541 i que arribaria a ser un port de certa notorietat durant la independència del Tazeroualt.

## Patrimoni cultural
Els aduars veïns de Sidi Rabat i Sidi Wassay compten amb sengles morabits (مُرابِط, murābiṭ) de gran interès cultural i que protagonitzen sengles peregrinacions o musims (الموسم, musim). En el de Sidi Rabat se solia besar la pedra de l'espatlla de Sidi el Ghaziz, com a ritu de fertilitat.
Diu una llegenda que va ser a les platges solitàries de Massa on la balena va retornar Jonàs a terra; de fet, Hajarat Younès, una roca veïna a sidi Wassay és considerada per la població com el lloc en el qual es va asseure Jonàs després d'aquests successos. Probablement l'abundància de balenes encallades en el passat va fer que naixés aquesta llegenda. Pel que sembla, es van conservar durant generacions les restes d'una balena i, una vegada desapareguts, el mite es va traspassar a la roca. La descendència del profeta Jonàs es trobaria encara representada en els Ait Younès que habiten a la regió.
També va ser est, històrica i simbòlicament, el lloc on Uqba ibn Nafi, conqueridor del Magrib en el segle vii, es va introduir en l'oceà amb el seu cavall i va posar a Allah com a testimoni que no quedaven terres per conquistar més a l'oest i que només el mar li impedia continuar.
Existeix, finalment, la creença que el mahdí es manifestarà a Massa.

## Desenvolupament sostenible

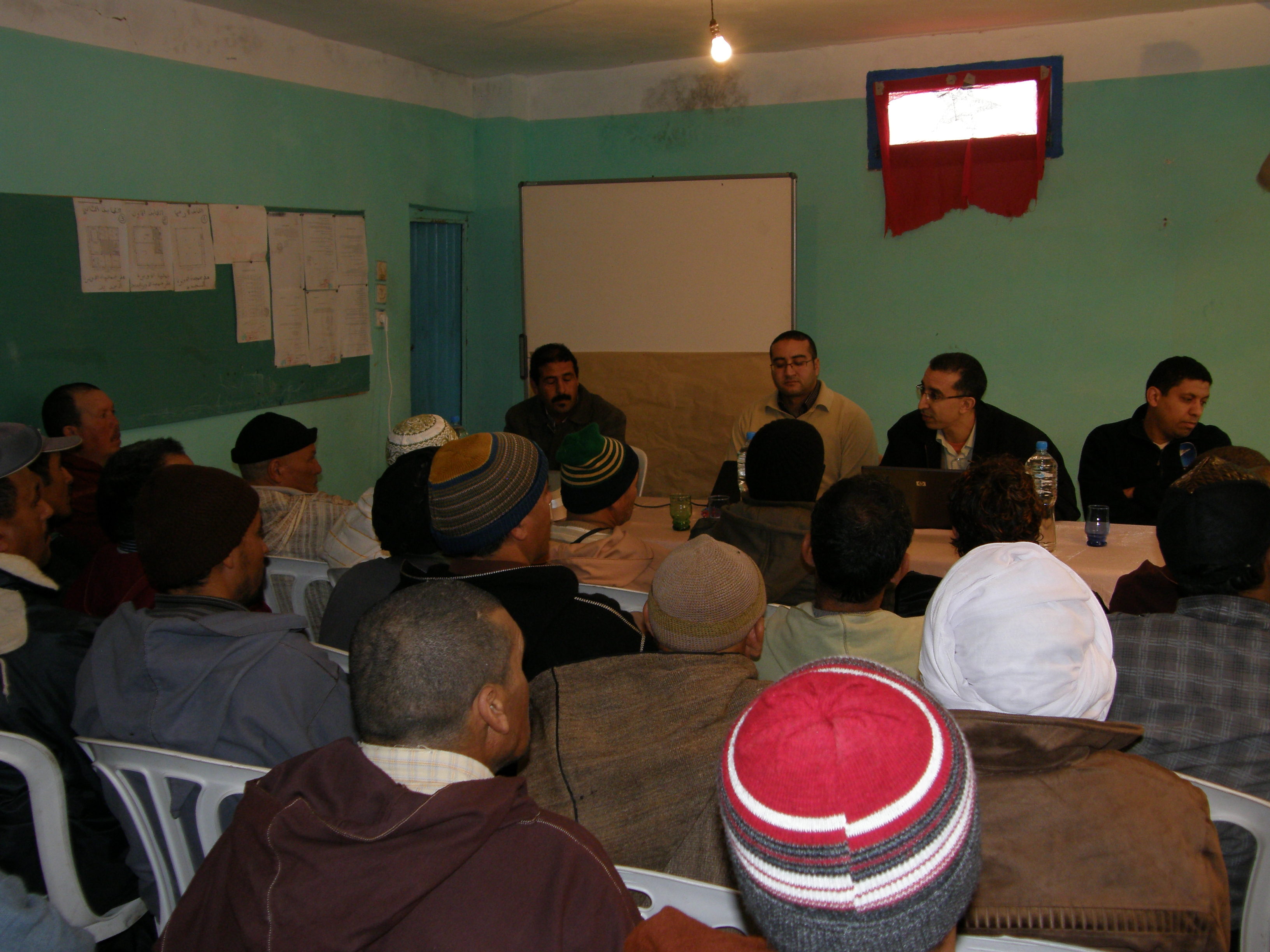
Formació de pescadors per al desenvolupament d'una cooperativa, en el marc d'un projecte finançat per la AECID.

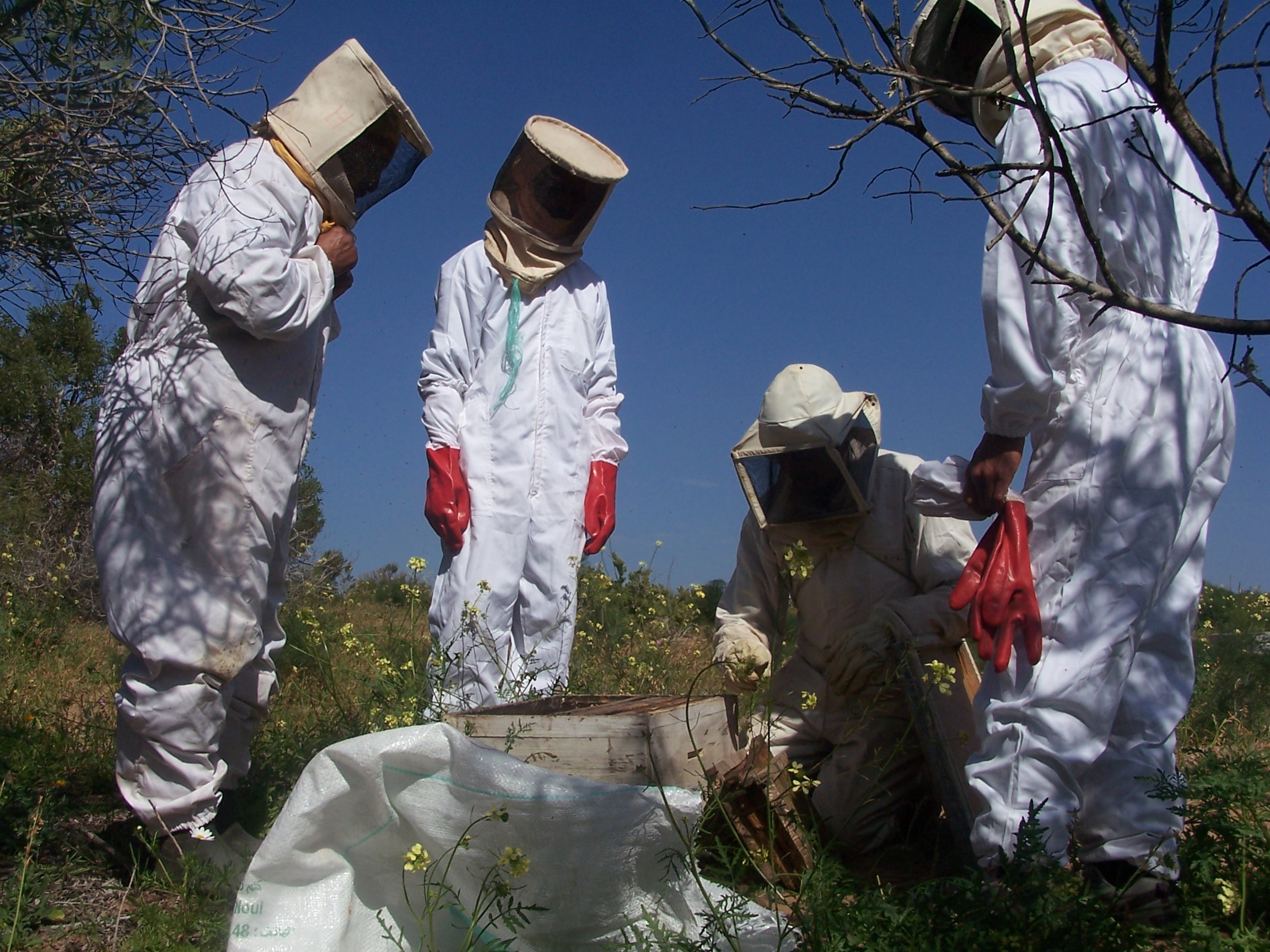
Apicultors al Parc nacional de Souss-Massa.

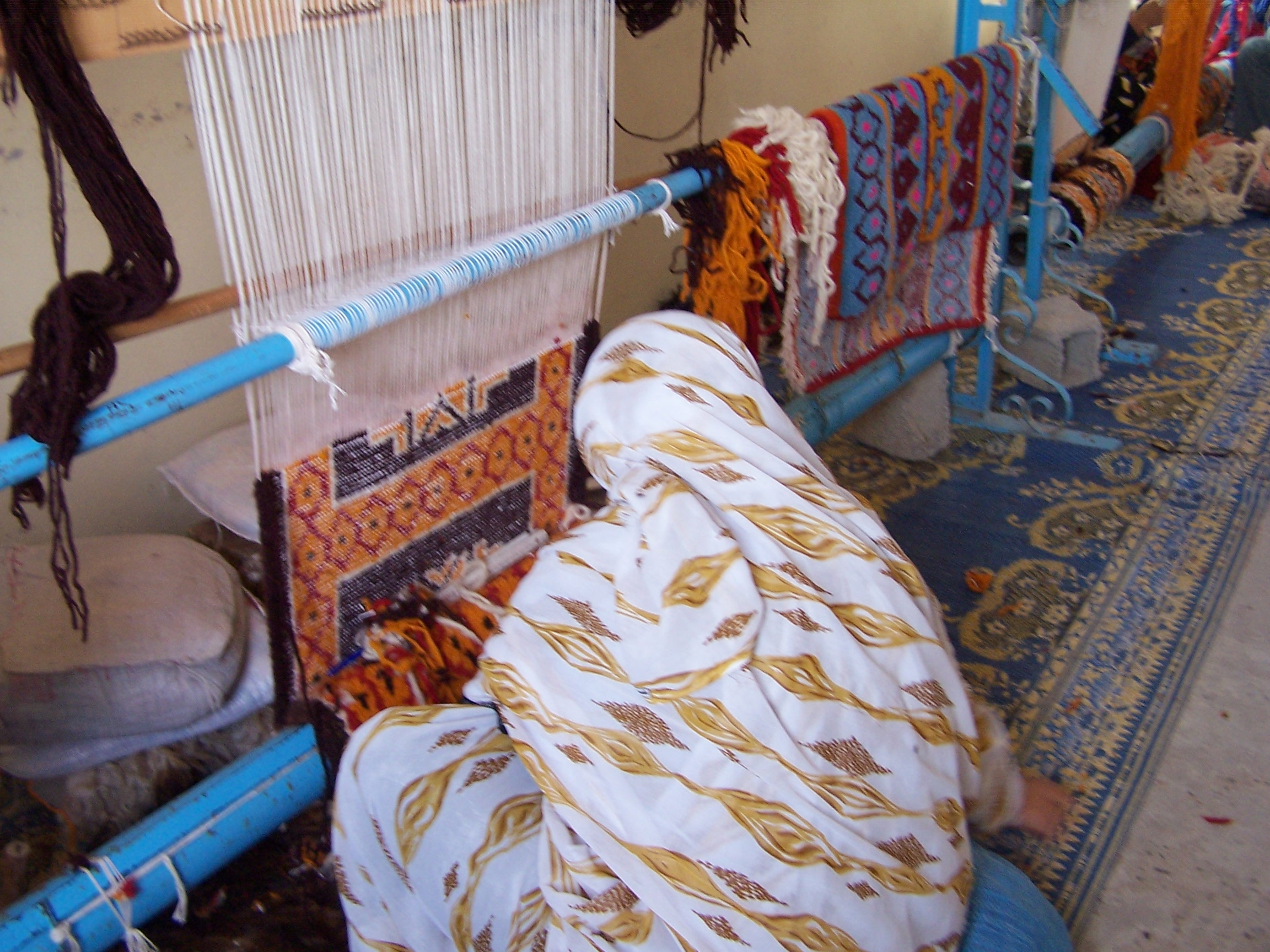
Telers tradicionals en una associació femenina al Parc.

Des de la creació del Parc nacional s'han dut a terme diversos projectes de desenvolupament sostenible en benefici de la població local. Aquesta té unes limitacions econòmiques considerables a causa de les condicions ambientals que només permeten una economia de subsistència. La direcció del Parc nacional ha buscat associar-se a diverses agències de desenvolupament i organitzacions no governamentals, entre les quals destaca SEO/BirdLife.
Aquesta ONG de caràcter mediambiental ha afavorit l'obtenció de fons de diverses fundacions però, de manera molt particular, de l'AECID i de la cooperació canària per a la realització de projectes en benefici de la població local, particularment afavorint l'associacionisme i l'autonomia econòmica, amb una forta aposta a fomentar social i econòmicament a les dones. La GTZ també ha tingut i té un paper rellevant en la cooperació al Parc nacional. La diversificació de les fonts d'ingressos s'ha considerat primordial per crear una economia més adaptable i el foment de l'associacionisme i del cooperativisme són formes d'apoderament de la població local i foment de l'autogestió.
Així, s'han dut a terme projectes d'alfabetització i capacitació per a dones així com formació i comercialització de l'artesania per elles elaborada. S'han realitzat també infraestructures que permetin una manipulació i processament dels musclos que es recullen localment de manera que millorin la seva qualitat i es revaloritzin com a producte. També s'ha afavorit l'ecoturisme en benefici de la població.
Així mateix, s'ha contribuït a la creació de cooperatives de pescadors i a facilitar l'accés a la cadena del fred i a unes condicions de treball més segures, mitjançant l'adequació dels punts de desembarqui. Una activitat que s'ha potenciat de forma molt reeixida és l'apicultura que ocupa actualment a diverses cooperatives locals.
Diversos d'aquests productes i serveis potencials poden beneficiar d'una certificació de denominació d'origen, d'apel·lacions de producció biològica o dels beneficis del comerç just.

## Ecoturisme
El Parc nacional de Souss-Massa es troba al capdavant de les destinacions de turisme ornitològic al Marroc, gràcies a la possibilitat d'observar els ibis eremites però també gràcies a l'abundant ornitofauna vinculada a les desembocadures dels rius Souss i Massa.
Dins de les accions que es fomenten al Parc nacional, una de les més importants és l'ecoturisme. Aquesta activitat se centra fonamentalment en la desembocadura del riu Massa en la qual es concentren valors naturals i culturals. La gran quantitat de aus aquàtiques i caradriformes hivernants és sens dubte un dels majors atractius, però també és possible l'observació de l'ibis ermità i de multitud d'espècies residents d'aus, així com de diversos mamífers. Hi ha un servei de guies ornitològics i la possibilitat de realitzar recorreguts en ases, tot això en benefici dels habitants locals.
En la desembocadura del riu Souss també existeix un itinerari equipat amb plataformes d'observació.
Existeix el projecte de realitzar altres activitats de gaudi de la naturalesa, com la visita a les dues reserves en les quals existeixen poblacions de megafauna sahariana, constituint un dels pocs enclavaments on es poden veure aquestes espècies en un entorn natural.
Com s'ha esmentat, el patrimoni cultural del parc és notable i genera un nombre important de visitants, sobretot durant els museus, principalment entre els habitants de la regió i emigrats a les grans ciutats i estranger. Aquest patrimoni, material i immaterial és també un important atractiu ecoturístic.

## Educació ambiental
El parc serveix de plataforma per l'educació ambiental dels escolars de la regió. Cada any, de l'ordre de 1500 alumnes beneficien de visites acompanyades per personal especialitzat. La coincidència d'uns valors elevats de biodiversitat al costat d'una aglomeració urbana important dona l'oportunitat de desenvolupar un gran nombre de temes curriculars: conservació de la naturalesa, gestió de residus, ecologia, migració animal, etc.
Existeixen per a aquest fi varis circuits destinats a les escoles pel qual s'ha publicat material didàctic i es realitzen formacions destinades al professorat.